# Agarista hispidula
Agarista hispidula là một loài thực vật có hoa trong họ Thạch nam. Loài này được (DC.) Hook. ex Nied. mô tả khoa học đầu tiên năm 1889.